# ماكس والف
ماكس والف (بالفرنسية: Max Walef)‏ (23 أكتوبر 1993 بالبرازيل - ) هو لاعب كرة قدم برازيلي يلعب كحارس مرمى في نادي النجمة السعودي.

## روابط خارجية
- ماكس والف على موقع قاعدة بيانات كرة القدم.إي يو (الإنجليزية)
- ماكس والف على موقع Soccerway.com (الإنجليزية)
- ماكس والف على موقع عالم كرة القدم.نت (الإنجليزية)